# Émile ou De l'éducation
 (juin 2020).
Si vous disposez d'ouvrages ou d'articles de référence ou si vous connaissez des sites web de qualité traitant du thème abordé ici, merci de compléter l'article en donnant les références utiles à sa vérifiabilité et en les liant à la section « Notes et références ».
Émile ou De l’éducation est un traité d'éducation de Jean-Jacques Rousseau publié en 1762. Il demeure, aujourd’hui encore, l’un des ouvrages les plus lus et les plus populaires de philosophie de l'éducation.

## Présentation générale

### Contenu
L’Émile porte sur « l'art de former les hommes ».
Les quatre premiers livres décrivent l’éducation idéale d’un jeune garçon fictif, Émile, et sont ordonnés chronologiquement, abordant, étape par étape, les questions éducatives qui émergent à mesure qu’il grandit. Le dernier livre traite de l’« éducation », ou plutôt le manque d'éducation des filles à partir d’un autre exemple fictionnel : Sophie, élevée et éduquée pour être l’épouse d’Émile.
Parallèlement aux théories proprement pédagogiques, l’Émile comprend la célèbre Profession de foi du Vicaire savoyard (livre IV), qui fournit de précieuses indications sur les idées religieuses de Rousseau. Elle se voulait un modèle quant à la manière d’introduire les jeunes gens aux questions religieuses. Le personnage du vicaire savoyard mêlerait les caractères de deux religieux que Rousseau avait connus étant enfant : l’abbé Gaime, natif d'Héry-sur-Alby et en poste à Turin, et l’abbé Gâtier, d’Annecy.

### Titre
Également graphié Émile, ou De l’éducation, ce titre a été donné lorsqu'il habitait Montmorency. Si le titre de l'édition originale de 1762 comporte une virgule, la plupart des autres éditions ne la reprennent pas. De même, le premier volume du manuscrit, détenu par la Bibliothèque de l'Assemblée nationale, porte le titre Émile, ou, De l’éducation, alors que les deux suivants sont graphiés sans aucune virgule.

## Contenu

### Epigraphe
L'ouvrage comporte comme épigraphe une phrase latine tirée du dialogue « De ira - De la colère » de Sénèque : « Sanabilibus ægrotamus malis ; ipsaque nos in rectum genitos natura, si emendari velimus, juvat. », c'est-à-dire : « Nous souffrons de maux guérissables : et la nature elle-même nous aide, qui sommes nés pour faire le bien, si nous voulons nous soigner ».

### Préface
Rousseau justifie la rédaction de cet ouvrage par l'absence d'ouvrages qui, selon lui, traitent de l'enfant en tant qu'enfant. En effet, ceux qui l'ont précédé « cherchent toujours l'homme dans l'enfant, sans penser à ce qu'il est avant que d'être homme », et passent à côté de ses caractéristiques essentielles. Il manifeste son projet philosophique en écrivant que « la littérature et le savoir de notre siècle tendent beaucoup plus à détruire qu'à édifier ».
Il se refuse par conséquent à traiter des théories qui ont déjà fait l'objet d'ouvrages, car, dit-il, il « n'aime point à remplir un livre de choses que tout le monde sait ». Il ne se donne pas de bornes dans sa réflexion pédagogique, et critique ceux qui lui ont demandé de s'en tenir à ce qui est faisable : « Proposez ce qui est faisable, ne cesse-t-on de me répéter. C'est comme si l'on me disait : Proposez de faire ce qu'on fait ; ou du moins proposez quelque bien qui s'allie avec le mal existant ».

### Livre I – L'âge de nature: le nourrisson (infans)

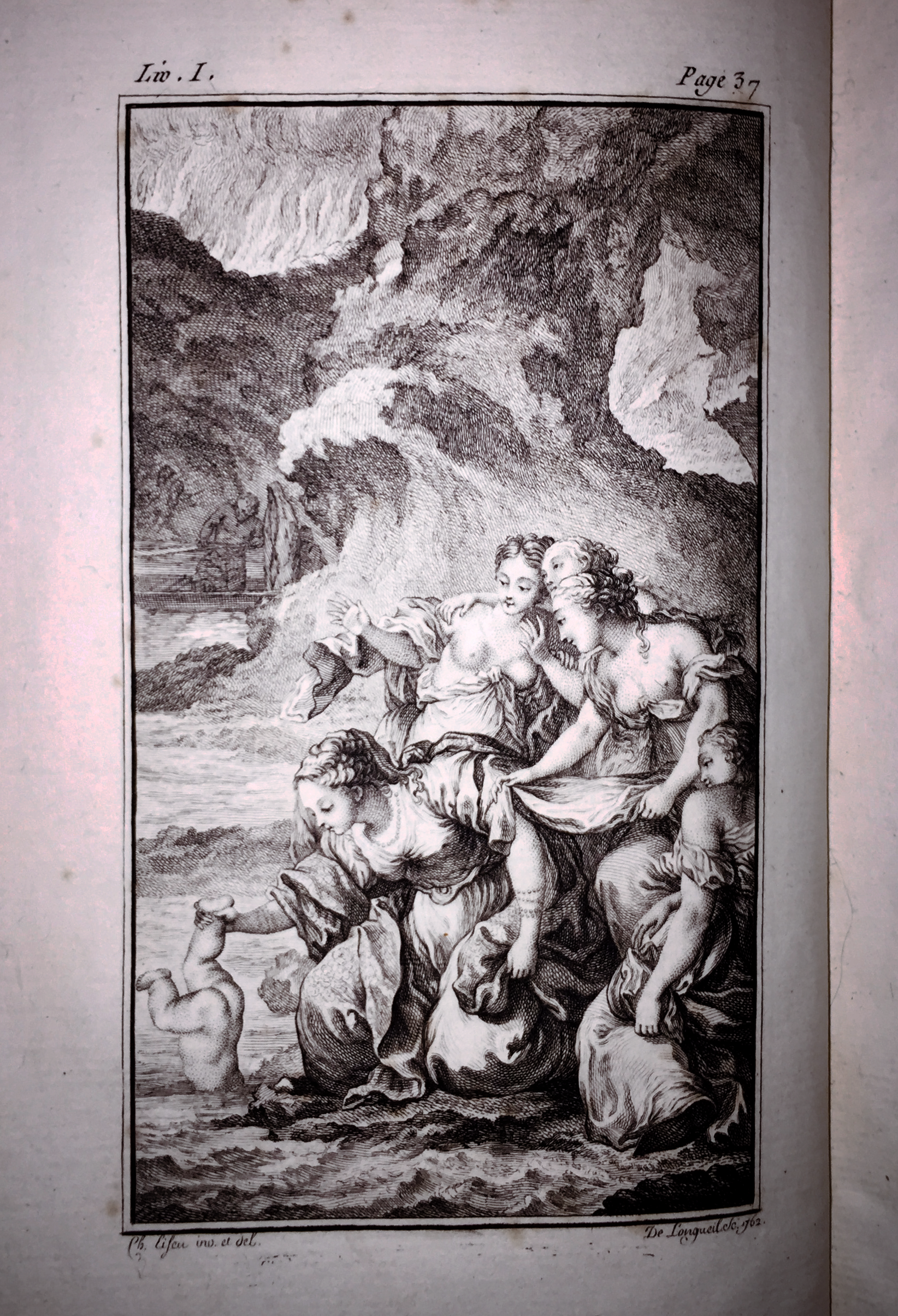
Charles Eisen, gravure du livre premier.

#### Une anthropologie pessimiste qui rend l'éducation nécessaire
Rousseau réaffirme une conception pessimiste de l'homme. Il écrit que si « tout est bien sortant des mains de l'Auteur des choses, tout dégénère entre les
mains de l'homme ». Il appelle les mères, qui éduquent les enfants, à s'en occuper au plus tôt : « Cultive, arrose la jeune plante avant qu'elle meure : ses fruits feront un jour tes délices ».
L'éducation est nécessaire pour l'homme. En effet, « tout ce que nous n'avons pas à notre naissance et dont nous avons besoin
étant grands, nous est donné par l'éducation ». Les femmes ont un rôle essentiel car elles sont les premières à socialiser l'enfant : « la première éducation est celle qui importe le plus, et cette première éducation appartient incontestablement aux femmes ».
Le philosophe délivre des conseils pour être un bon citoyen : « pour être quelque chose, pour être soi-même et toujours un, il faut agir comme on parle ; il faut être toujours décidé sur le parti que l'on doit prendre, le prendre hautement, et le suivre toujours ». C'est à ce titre que Rousseau peut dire que le père a une triple tâche : « il doit des hommes à son espèce, il doit à la société des hommes sociables ; il doit des citoyens à l'État. Tout homme qui peut payer cette triple dette et ne le fait pas est coupable ».

#### Le bon enseignement
Rousseau se montre très critique envers les établissements d'éducation de son époque et le conformisme des enseignants. Faisant référence aux universités, il écrit qu'il « n'envisage pas comme une institution publique ces risibles établissements qu'on appelle collèges », quoiqu'il ajoute immédiatement : « Il y a dans plusieurs écoles, et surtout dans l'Université de Paris, des professeurs que j'aime, que j'estime beaucoup, et que je crois très capables de bien instruire la jeunesse, s'ils n'étaient forcés de suivre l'usage établi ».
L'auteur défend une éducation humaniste qui place l'émancipation individuelle avant l'apprentissage d'un métier. Il écrit : « Qu'on destine mon élève à l'épée, à l'église, au barreau, peu m'importe. Avant la vocation des parents, la nature l'appelle à la vie humaine. Vivre est le métier que je lui veux apprendre. En sortant de mes mains, il ne sera, j'en conviens, ni magistrat, ni soldat, ni prêtre ; il sera premièrement homme ».

#### Le développement physique de l'enfant
Il est essentiellement traité, dans ce premier livre, du développement physique de l’enfant. Le livre I d'Émile traite de l'enfant qui ne parle pas encore. Les gestes plus humbles de la nourrice sont déjà orientés vers la fin visée : empêcher que la nature ne soit contrariée et que l'enfant ne découvre qu'il peut commander par des signes.
Rousseau critique le recours aux nourrices, qu'il voit comme une trahison du devoir élémentaire des mères. « Depuis que les mères, méprisant leur premier devoir, n'ont plus voulu nourrir leurs enfants, il a fallu les confier à des femmes mercenaires, qui, se trouvant ainsi mères d'enfants étrangers pour qui la nature ne leur disait rien, n'ont cherché qu'à s'épargner de la peine. ». Cela a, selon lui, des conséquences civilisationnelles importantes : les femmes ne veulent déjà plus faire d'enfants, et « cet usage, ajouté aux autres causes de dépopulation, nous annonce le sort prochain de l'Europe. Les sciences, les arts, la philosophie et les mœurs qu'elle engendre ne tarderont pas d'en faire un désert ».

### Livre II – 2/12 ans: L'âge de la nature
Pour Rousseau, cet âge doit moins être celui des livres que celui où s’étendent et se multiplient les relations d’Émile avec le monde, de façon à développer les sens, et à habituer l’enfant à procéder, à partir des données sensibles, à des déductions.

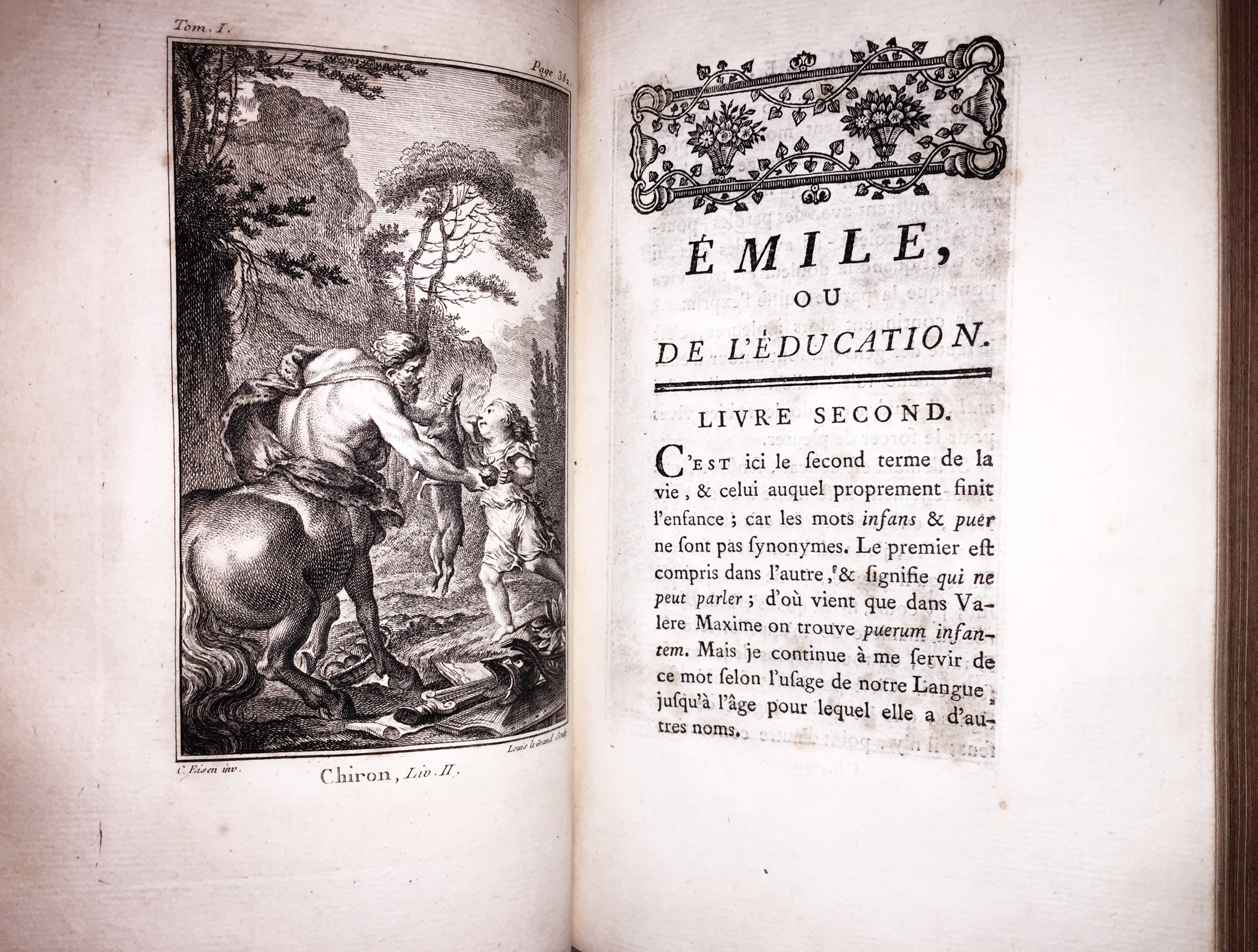
Livre second, première édition.

Ce livre se conclut par l’exemple d’un garçon pour qui cette phase de l’éducation a réussi. Le père emmène l’enfant faire du cerf-volant, et lui demande de trouver la position du cerf-volant à partir de son ombre. Bien qu’on ne lui ait pas appris à le faire, l’enfant, ayant développé sa capacité de compréhension du monde physique, et sa capacité à procéder à des inférences, y parvient sans peine.

### Livre III – 12/15 ans: L'âge de la force
Ici, commence à se poser la question du choix d’un métier. Rousseau considère comme nécessaire l’apprentissage d’un métier manuel, moins pour des raisons économiques que pour des raisons sociales : l’apprentissage est un moyen idéal de socialisation.

### Livre IV – 15/20 ans: La puberté
Le quatrième livre est particulièrement consacré à l’amour et à la religion. La profession de foi du vicaire savoyard, souvent éditée à part, qui examine les origines de la foi, fut l’objet de multiples controverses.

### Livre V – L’âge adulte: le mariage, la famille, et l’éducation des femmes
Moment de la rencontre de Sophie, qui constitue une transition entre le Livre IV — dans lequel le développement du corps produit l'ouverture sur autrui et l'éveil à la sexualité — et la fin de la pédagogie de Rousseau, qui consiste à former un citoyen juste. La rencontre de Sophie est à la fois rencontre amoureuse, mais aussi entrée dans la vie sociale, par le mariage et la vie de famille que cela suppose. Émile va devoir, sur les prescriptions de son gouverneur, quitter momentanément Sophie, pour lui revenir citoyen. C'est là qu'apparaissent le moment des voyages d'une part, afin de comprendre les mœurs et usages d'autres peuples et ainsi pouvoir choisir les plus convenables, et le moment du résumé du « contrat social » ; ces deux étapes sont deux faces — l'une pratique, l'autre théorique — d'un même enseignement : assimiler les fondements et les raisons de la société civile, pourtant corrompue. Car, où qu'Émile soit allé, c'est l'intérêt particulier, l'abus de pouvoir, et le dépérissement de l'État qui règne. Où habiter quand tout est corrompu ? Le choix sera le suivant : là où Émile est né. Quelle sera la fonction de l'homme éduqué selon la nature au milieu d'une institution pervertie ? Émile évitera au maximum cette perversion en habitant à la campagne, là où les mœurs et les usages sont les plus stables ; sa mission sera d'exercer sa nature, c'est-à-dire être juste, et de fonder une famille avec Sophie. C'est le moment de la paternité d'Émile, qui marque, du reste, la fin de son éducation.

## Postérité

### Réception
Le père Legrand, qui avait été chargé, en 1762, de la censure de cette œuvre, la soutint par six lettres datées de juin 1763, et par des observations, en réponse aux Nouvelles ecclésiastiques qui l’avaient attaquée.
L'œuvre fut condamnée à être brûlée par le Parlement de Paris le 9 juin 1762, puis par l’archevêque Christophe de Beaumont qui publie un mandement contre le texte le 28 août 1762. Rousseau réagira à son tour en publiant en mars 1763 sa lettre à Christophe de Beaumont.
En 1762, le Petit Conseil (gouvernement de Genève) condamne l’Emile, en raison de La profession de foi du vicaire savoyard. Rousseau réagit en renonçant officiellement à son titre de citoyen de Genève en 1763.
L’œuvre fut mal acceptée par d’autres philosophes des Lumières, comme Voltaire. Sa critique tient notamment au fait que Rousseau d'après ses Confessions, a abandonné ses cinq enfants.[réf. nécessaire]

### Influence
Louise d'Épinay, qui fut l'amie de Rousseau, publiera Les Conversations d'Émilie en 1774, dans lequel elle tente d'étendre les principes d'éducation développés par Rousseau dans l'Émile à l'éducation des filles.
Émile ou De l'éducation demeure, aujourd'hui encore[Quand ?], l'un des ouvrages les plus lus et les plus populaires sur le sujet de l'éducation, à tel point qu'au Japon, l'autorité du développement de l'enfant impose à tous les instituteurs d'écoles maternelles la lecture de l'Émile.
S'inscrivant dans la continuité épistémologique du projet rousseauiste exposé dans Émile ou De l'éducation, Thomas Day initie avec Sabrina Sidney une démarche expérimentale novatrice en matière pédagogique. Cette entreprise trouve sa genèse dans les tensions subjectives de Day, confronté à l'impossibilité de rencontrer un partenaire féminin qui satisfasse pleinement ses constructions philosophiques et axiologiques.

## Citations
« Tout est bien sortant des mains de l'Auteur des choses, tout dégénère entre les mains de l'homme. Il force une terre à nourrir les productions d'une autre, un arbre à porter les fruits d'un autre; il mêle et confond les climats, les éléments, les saisons; il mutile son chien, son cheval, son esclave; il bouleverse tout, il défigure tout, il aime la difformité, les monstres; il ne veut rien tel que l'a fait la nature, pas même l'homme; il le faut dresser pour lui, comme un cheval de manière; il le faut contourner à sa mode, comme un arbre de son jardin. »

« Nous naissons faibles, nous avons besoin  de force; nous naissons dépourvus de tout, nous avons besoin d'assistance; nous naissons stupides, nous avons besoin de jugement. Tout ce que nous n'avons pas à notre naissance et dont nous avons besoin étant grands, nous est donné par l'éducation. »

« Nous naissons sensibles, et, dès notre naissance, nous sommes affectés de diverses manières par les objets qui nous environnent. Sitôt que nous avons pour ainsi dire la conscience de nos  sensations, nous sommes disposés à rechercher ou à fuir les objets qui les produisent, d'abord, selon qu'elles nous sont agréables ou déplaisantes, puis, selon la convenance ou disconvenance que nous trouvons entre nous et ces objets, et enfin, selon  les jugements que nous en portons sur l'idée de bonheur ou de perfection que la raison nous donne. Ces dispositions s'étendent et s'affermissent à mesure que nous devenons plus sensibles et plus éclairés; mais, contraintes par nos habitudes, elles s'altèrent plus ou moins par nos opinions. Avant cette altération, elles sont ce que j'appelle en nous la nature. »

« De ces contradictions naît celle que nous éprouvons sans cesse en nous-même. Entraînés par la nature et par les hommes dans des routes contraires, forcés de nous partager entre ces diverses impulsions, nous en suivons une composée qui ne nous mène ni à l'un ni à l'autre but. Ainsi combattus et flottants durant tout le cours de notre vie, nous la terminons sans avoir pu nous accorder avec nous, et sans avoir été bons ni pour nous ni pour les autres. »

« N’allez donc pas vous figurer qu’en étendant vos facultés vous étendez vos forces ; vous les diminuez, au contraire, si votre orgueil s’étend plus qu’elles. Mesurons le rayon de notre sphère et restons au centre comme l’insecte au milieu de sa toile, nous nous suffirons toujours à nous-mêmes. »